# Rotterdam Open 1989
Il Rotterdam Open 1989, conosciuto anche con il nome di ABN AMRO World Tennis Tournament 1989, è stato un torneo di tennis giocato sul sintetico indoor. 
È stata la 16ª edizione del Rotterdam Open facente parte del Nabisco Grand Prix 1989. Si è giocato all'Ahoy Rotterdam indoor sporting arena di Rotterdam in Olanda Meridionale, dal 6 al 12 febbraio 1989.

## Campioni

### Singolare
Jakob Hlasek ha battuto in finale  Anders Järryd con il punteggio di 6–1, 7–5

### Doppio
Miloslav Mečíř /  Milan Šrejber hanno battuto in finale  Jan Gunnarsson /  Magnus Gustafsson,  7–6, 6–0